# 鈴木英之 (野球)
鈴木 英之（すずき ひでゆき、1967年〈昭和42年〉3月8日 - ）は、大阪府出身の元アマチュア野球選手（外野手）、野球指導者。左投げ左打ち。

## 来歴・人物
PL学園高等学校では、岩田徹、清水哲（のち同大）、3年時の主将・捕手 清水孝悦（のち同大、PLコーチ）、内野陣の北口正光（のち亜大）、旗手浩二（のち法大）、松本康宏（のち東洋大）らと同期。1学年下にKKコンビや内匠政博、黒木泰典（のち法大）らがいる。
1983年、高校2年時の1983年の夏の甲子園に於いて背番号15でベンチ入りした。試合出場は、3回戦の東海大一戦での代打1打席のみだったが、控え選手として優勝に貢献した。
1984年、高校3年時は3番・中堅手として、春夏連続で甲子園準優勝を果たした。1984年の春の甲子園の1回戦・砂川北との試合で大会9号の本塁打を放っている。この試合でのPL学園の1試合6本塁打は大会記録として未だ破られていない。1984年の夏の甲子園でも1回戦の享栄との試合で、大会14号の本塁打を放った。取手二との決勝戦当日は、朝から雨が降ったり止んだりの不安定な天候で、雨がやみ小康状態になったため一旦された中止決定が覆され決行された。取手二が攻撃する1回表の2死2塁の場面で、4番桑原淳也が桑田からセンター前ヒット（中前打）を放ったボールが、芝生の雨水に濡れてバウンドせずにセンター鈴木がトンネル（後逸）する失策をしてしまう。打球が中堅フェンスまで転がってしまい、打者走者の生還まで許し2点を先行された。この場面は、試合を通じて終始取手二に主導権を握られるきっかけを初回から作ってしまったものだと、後々になっても論評されている。
1985年、高校卒業後に駒澤大学に進学して硬式野球部に所属。東都大学野球リーグでは、4度のリーグ優勝に貢献し、1988年秋には首位打者、ベストナインを獲得した。大学同期に野村謙二郎、2学年上に新谷博投手、1学年上に田村勤投手、1学年下に鈴木望、2学年下に関川浩一らがいる。
1989年に大学卒業後は、社会人野球の神戸製鋼のチームに入団。1998年の都市対抗野球では新日鉄広畑の補強選手として出場し、10年連続表彰選手に選ばれた。翌年から2002年の休部まで監督も務めた。
2003年からは関西国際大学の監督に就任、同大学経営学部経営学科准教授。大学日本代表のコーチも務めた。